# Philornis angustifrons
Philornis angustifrons är en tvåvingeart som först beskrevs av Friedrich Hermann Loew 1861.  Philornis angustifrons ingår i släktet Philornis och familjen husflugor. Inga underarter finns listade i Catalogue of Life.